# Зеленський Олександр Семенович
Олександр Семенович Зеленський (нар. 23 грудня 1947, Кривий Ріг) — радянський, згодом український вчений у галузі автоматизації геолого-маркшейдерського забезпечення в гірничій справі. Доктор технічних наук, професор. З 1995 року завідувач кафедри інформатики та інформаційних технологій Криворізького економічного інституту. Батько чинного Президента України Володимира Зеленського.

## Життєпис
Народився 23 грудня 1947 року в Кривому Розі в родині ветерана Другої світової війни та міліціонера. 
В 1972-му закінчив з відзнакою електротехнічний факультет Криворізького гірничорудного інституту.
1983 року захистив кандидатську дисертацію за темою «Автоматизований підрахунок запасів залізорудних родовищ в АСУ кар'єром» у спеціалізованій вченій раді Московського гірничого інституту зі спеціальності «Маркшейдерія».
2003 року захистив докторську дисертацію за темою «Методологічні основи маркшейдерського забезпечення планування та обліку видобутку в інформаційній системі управління рудним кар'єром» у спеціалізованій вченій раді Національного гірничого університету зі спеціальності «Маркшейдерія».

## Наукова діяльність
Маркшейдерія, руднична геологія, розробка програмного забезпечення, моделювання родовищ та кар'єрів, розробка інформаційних систем геолого-маркшейдерського забезпечення при плануванні та управлінні гірничими роботами на гірничо-збагачувальних комбінатах

## Доробок
З 1995 року — завідувач кафедри інформатики та інформаційних технологій Криворізького економічного інституту ДВНЗ «Криворізький Національний університет». Кафедра, яка випускає за спеціальністю «Програмне забезпечення систем».
Є членом спеціалізованої вченої ради у ДВНЗ «Національний гірничий університет» (м. Дніпро) та спеціалізованої вченої ради в Криворізькому національному університеті.
Має 140 публікацій, співавтор 4 монографій, постійно бере участь у міжнародних конференціях.

### Наукові статті
- Зеленский А. С., Пуханов С. С., Мельничук В. И. Использование NURBS поверхностей для автоматизированного построения изолиний изменчивости качественных показателей руды на карьерах. // Науковий вісник НГУ.–2009.–№ 6.–С. 69-73.
- Зеленский А. С., Баран С. В., Лысенко В. С. Автоматизация подсчета запасов на рудных месторождениях. //Вісник Криворізького технічного університету. — Кривий Ріг: КТУ. — 2010. — № 26. — С. 64 — 68.
- Зеленский А. С., Баран С. В., Лысенко В. С., Чернов А. П. Разработка программного обеспечения корректировочного расчета скважинных зарядов. // Разработка рудных месторождений. — Кривой Рог: КТУ.– 2011.– Вып. 94. — С. 284—290.
- Зеленский А. С., Пуханов С. С. Моделирование поверхности карьера с использованием В-сплайнов. //Вісник Криворізького технічного університету. — Кривий Ріг: КТУ. — 2011. — № 27. — С. 59 –62.
- Підготовлено до друку монографію: Зеленский А. С., Баран С. В., Лисенко В. С. и др. «Автоматизация геолого-маркшейдерского обеспечения в информационной системе управления рудным карьером» — 2012.

## Скандали
- 2 вересня 2020 року Кабінет міністрів України виніс на засідання проєкт указу «Про призначення довічних державних стипендій видатним діячам освіти». За ідеєю тимчасового виконувача обов'язків міністра освіти та науки Сергію Шкарлета пропонувалося надати стипенцію батькові президента України, О. Зеленському. В підсумку проєкт зняли з розгляду без обговорення[6]. 3 вересня прем'єр Денис Шмигаль написав на своїй сторінці фейсбук, що уряд має намір підтримати ініціативу і проєкт не відхилили, а відправили на доопрацювання[7]. Після гучного скандалу, Олександр Зеленський прокоментував цю подію: «Мені взагалі особисто нічого не треба. Я не потребую цього взагалі.»[8]
- 5 жовтня 2023 року Д.Шмигаль підписав розпорядження про «Про призначення стипендій Кабінету Міністрів України за видатні заслуги у сфері вищої освіти»[9]. У списку з понад 120 науковців зазначено ім’я Зеленського Олександра Семеновича 1947 року народження. Відповідно до постанови Кабміну про стипендії, стипендіати отримують довічну щомісячну виплату на додаток до зарплатні чи пенсії. Стіпендія дорівнює трьом прожитковим мінімумам для працездатних осіб. У 2023 році це близько 8 тис. гривень[10].